# Villa Papa
Villa Papa è una delle Ville Vesuviane del Miglio d'oro; è ubicata a Napoli, nel quartiere di San Giovanni a Teduccio.

## Storia e descrizione
La fabbrica risale al XVIII secolo e appartiene alla scuola del celebre architetto napoletano Ferdinando Sanfelice. L'attuale edificio è parte di un più vasto complesso che comprendeva anche l'adiacente Villa Paudice.
Meglio conosciuta come villa Schisano, erroneamente individuata nella attuale Villa Cozzolino, appartenne a Raffaele Schisano, un ricco rentier. Era, come ricorda Carlo Celano nelle sue "Le Notizie del bello dell'antico e del curioso della città di Napoli", un edificio architettonicamente pregevole e di ampie dimensioni. Ancora oggi si può notare il disegno del fronte sulla strada, che si presentava con un corpo fortemente orizzontale e articolato su tre livelli fiancheggiati da due corpi più bassi sormontati da terrazze. All'interno, ora molto alterato, la fabbrica presentava un corpo più basso avanzato, su cui si sviluppava una grande terrazza di pertinenza del piano nobile. Vi erano due accessi. Quello che attualmente corrisponde a Villa Papa era l'ingresso padronale. Il portale fu rimosso durante la seconda guerra mondiale per permettere il passaggio dei mezzi militari. Di lì si accedeva ad un grande viale che terminava in una "cafe-haus" sulla spiaggia. Dall'ingresso di Villa Paudice si accedeva invece alle aree coltivate. Con la costruzione della ferrovia Napoli-Portici e delle officine di Pietrarsa alcuni terreni furono espropriati e la "cafè-haus" distrutta.
L'androne si sviluppa in due campate coperte da volte a crociera e la scala presenta archi e volte rampanti a crociera. La struttura interna è stata molto compromessa ma conserva ancora degli elementi interessanti. La grande area verde che è miracolosamente sopravvissuta fino ad oggi, dopo circa vent'anni di occupazione abusiva da parte del comune di Napoli, nel 2003 è stata espropriata in via definitiva e cancellata per sempre con costruzione di un edificio scolastico.

## Altre immagini

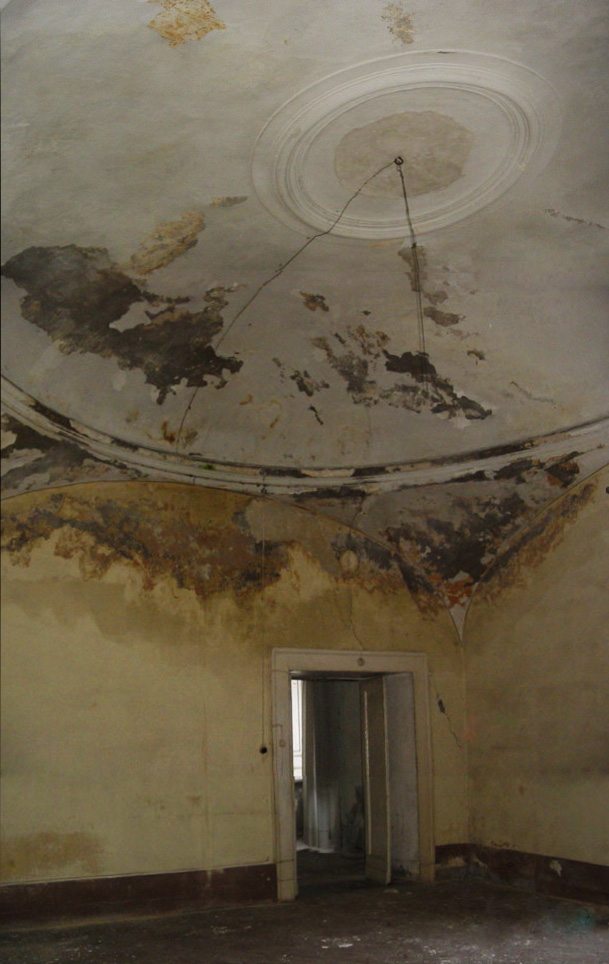
Villa Papa prima del restauro

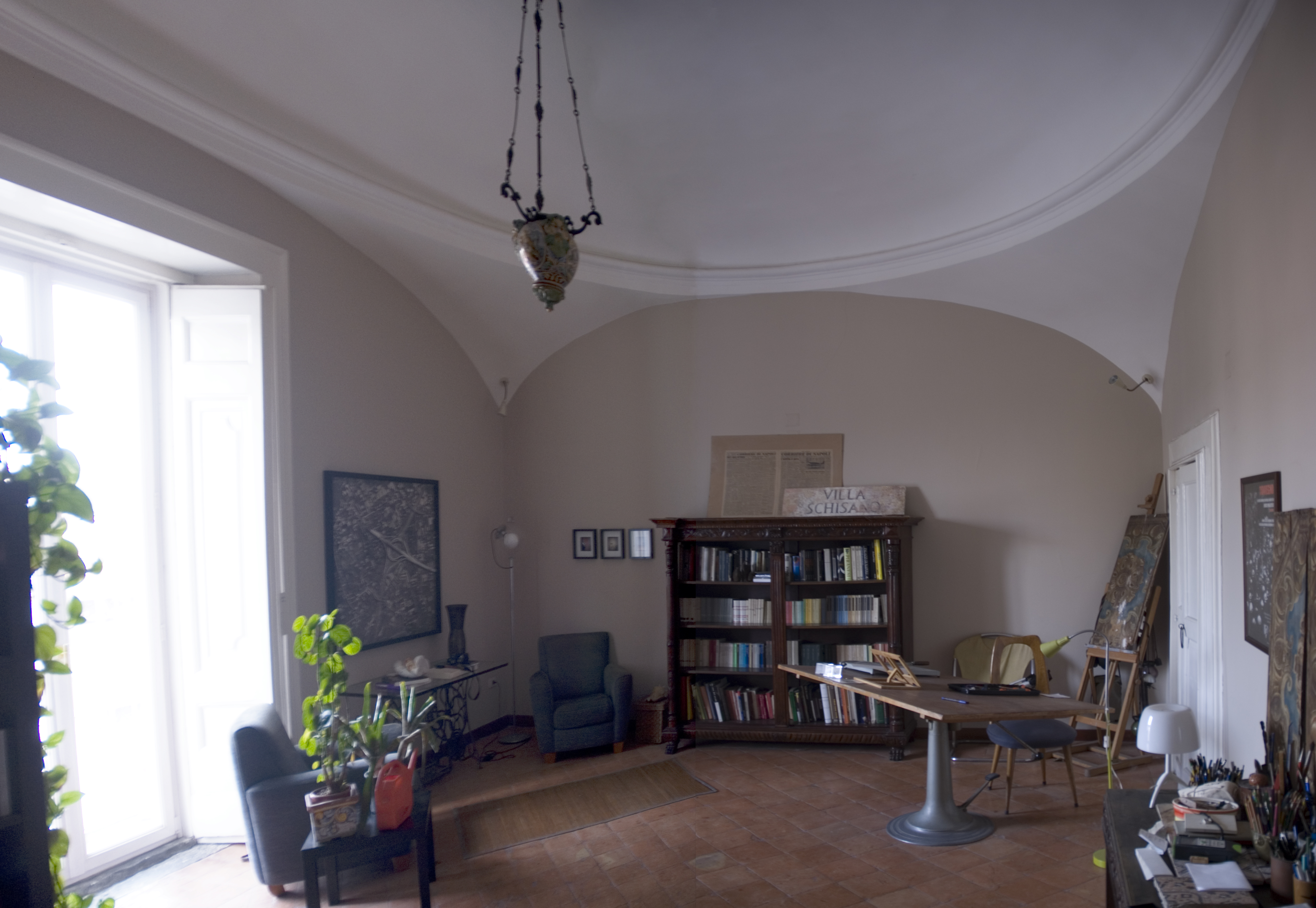
Villa Papa dopo il restauro

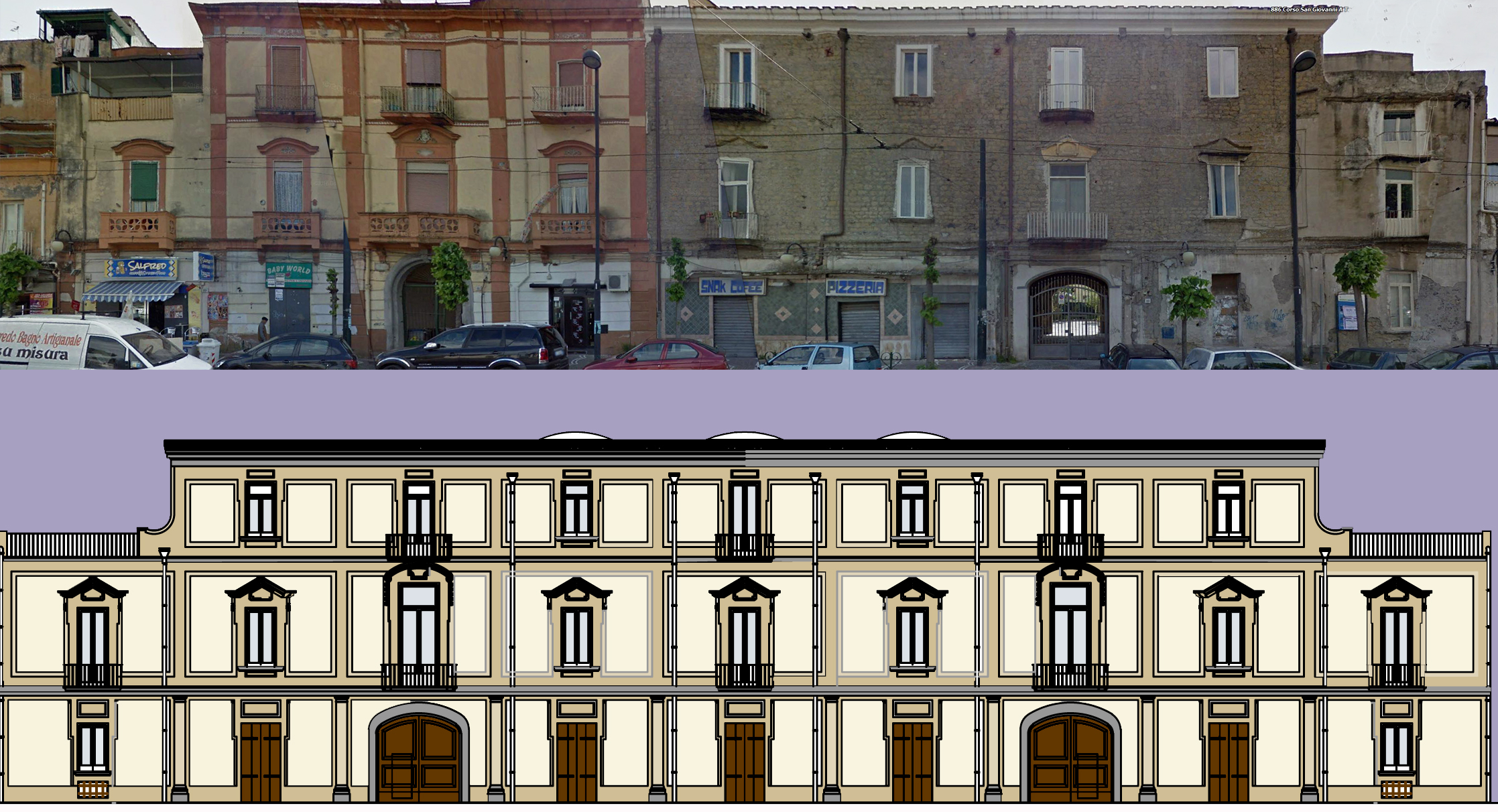
Possibile ricostruzione del prospetto di Villa Schisano sul corso san Giovanni a Teduccio.

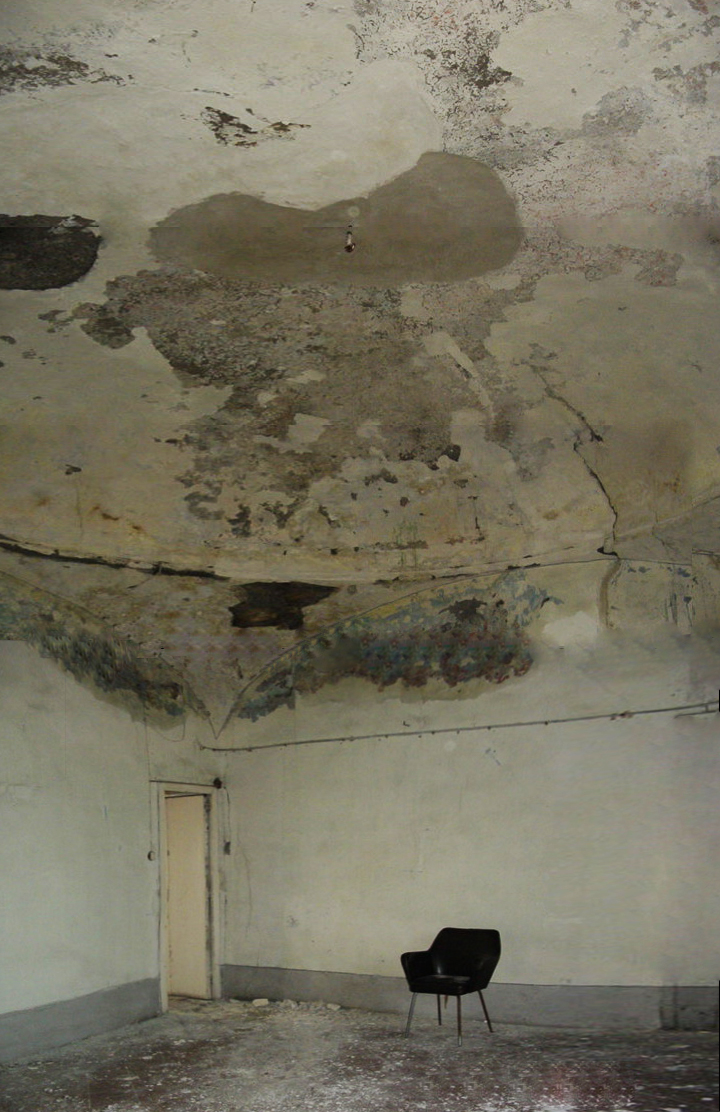
Villa Papa prima del restauro